# William Carey
William Carey, född 17 augusti 1761 i Paulerspury, Northamptonshire, död 9 juni 1834 i Serampore, Västbengalen, Indien, var en brittisk baptistpredikant, missionär, bibelöversättare och professor i sanskrit.
Carey var länge skomakare, men uppträdde samtidigt som predikant och visade intresse för den då slumrande frågan om hednamissionen. 1792 lyckades han få till stånd det engelska baptistmissionssällskapet, kort därefter följde bildandet av de övriga engelska kyrkosamfundens stora missionssällskap. Carey erbjöd sig att själv börja en mission bland hinduerna i Bengalen. 1793 anlände han till Indien. Eftersom Ostindiska kompaniet hade förbjudit sina skeppskaptener att överföra honom, hade han tvingats resa på ett danskt fartyg. Han led först mycket nöd, men blev sedan uppsyningsman över en indigofabrik och kom då i tillfälle att verka för indiernas omvändelse. 
Då fabriken emellertid skulle läggas ned, förmörkades utsikterna, och Carey flyttade därför 1800 till den danska kolonin Serampore, dit förut några missionärer anlänt, vilka Ostindiska kompaniet förbjudit att vistas på brittiskt område. Samma år fick Carey döpa en hindu. Redan i England hade Carey med otrolig lätthet lärt sig hebreiska, grekiska, franska och latin. Nu tillägnade han sig åtskilliga av Indiens språk och bidrog, genom utgivandet av grammatikor och ordböcker, till kännedomen om flera bland dessa språk, till exempel sanskrit, bengali och marathi, översatte till engelskan flera fornindiska verk och gjorde därigenom de asiatiska språken mera bekanta i Europa. 
1801 utgav han från sitt missionstryckeri Nya testamentet på bengali. Detta fäste den brittisk-indiska styrelsens uppmärksamhet på honom, och kort därefter utnämndes han till professor i sanskrit och bengali vid det nybildade universitetet i Fort William (Calcutta). Med biträde av flera missionärer och indiska "punditer" fortsatte han parallellt med sin professorstjänst att göra sina bibelöversättningar, och vid sin död 1834 hade han avslutat översättningen av hela Bibeln på sex språk, av Nya testamentet på ytterligare tjugotre, varjämte han översatt delar av Bibeln på ännu några fler. 212 000 bibelexemplar hade vid denna tid utgått från missionstryckeriet. Missionsarbetet bedrevs mot slutet av hans liv på sjutton stationer, längs Ganges floddal upp till Delhi, samt i Assam och
Arracan. Såsom missionärer användes till största delen hinduer eller "eurasier", d.v.s. i Asien födda avkomlingar av europeiska föräldrar. Redan 1817 hade omkring 1 200 personer blivit döpta och över 10 000 barn fått undervisning i missionsskolorna. Tio år senare hade tjugo flickskolor anlagts i Indien. Ett teologiskt seminarium räknade 58 studerande 1827. 
Okuvlig härdighet och nästan otrolig arbetsförmåga i förening med okonstlad gudsfruktan, blygsamhet och motvilja att bli berömd var de mest framstående dragen hos denne man. Hans valspråk var: "Hoppas stora ting, och försök stora ting!"